# الصياد الصغير
رامي الصياد الصغير أو سانبي صياد السمك (باليابانية: 釣りキチ三平) هو مسلسل أنمي (رسوم متحركة) من إنتاج شركة نيبون أنيميشن اليابانية عام 1980، مكون من 109 حلقات. دبلجت 52 حلقة إلى العربية من قبل أستوديو مركز الزهرة.

## القصة
قصص المسلسل مقتبسة من سلسلة مانغا للمؤلف تاكاو ياغوتشي (باليابانية: 矢口高雄) عن صبي هوايته الصيد ويتعلم أنواع الأسماك وطرق اصطيادها.
سانبي (باليابانية: 三平) هو الاسم الأصلي للصبي باللغة اليابانية، واسمه في الدبلجة العربية رامي.
يسكن رامي عند بيت جده القريب من البحيرة حتى يتسنى له أن يلاقي العدد من الصيادين المحترفين الذين يتعلم رامي منهم اشياء كثيرة عن الصيد، وفي بعض الأحيان ترمى سنارات المنافسات ويشتد وطيس التحدي حول من يصطاد أكبر سمكة بيد ان الحظ يحالف رامي الصياد الصغير ويكسب في النهاية دوما.

## الشخصيات
- رامي / سانبي ميهيرا (باليابانية: 三平三平)
- كامل / ايبى ميهيرا (باليابانية: 三平 一平)
- فواز / جيوشين أيوكاوا (باليابانية: 鮎川魚紳)
- دايمه / ماساهارو كاسي (باليابانية: 加瀬 正治)
- يوري تاكاياما (باليابانية: 高山 ユリ)

## وصلات خارجية
- الصياد الصغير على موقع IMDb (الإنجليزية)
- الصياد الصغير على موقع كينوبويسك (الروسية)
- الصياد الصغير على موقع ألو سيني (الفرنسية)
- الصياد الصغير على موقع قاعدة بيانات الفيلم (الإنجليزية)
- الصياد الصغير على موقع ANN anime (الإنجليزية)
- الصياد الصغير على موقع ANN manga (الإنجليزية)

 (بالإنجليزية)
- مقدمة رامي الصياد الصغير على يوتيوب